# Solanum subg. Archaesolanum
Solanum subg. Archaesolanum es un subgénero del género Solanum.
Incluye las siguientes especiesː
- Solanum aviculare G. Forst.
- Solanum laciniatum Aiton
- Solanum simile F. Muell.
- Solanum symonii H. Eichler